# مركز الفاروق التعليمي

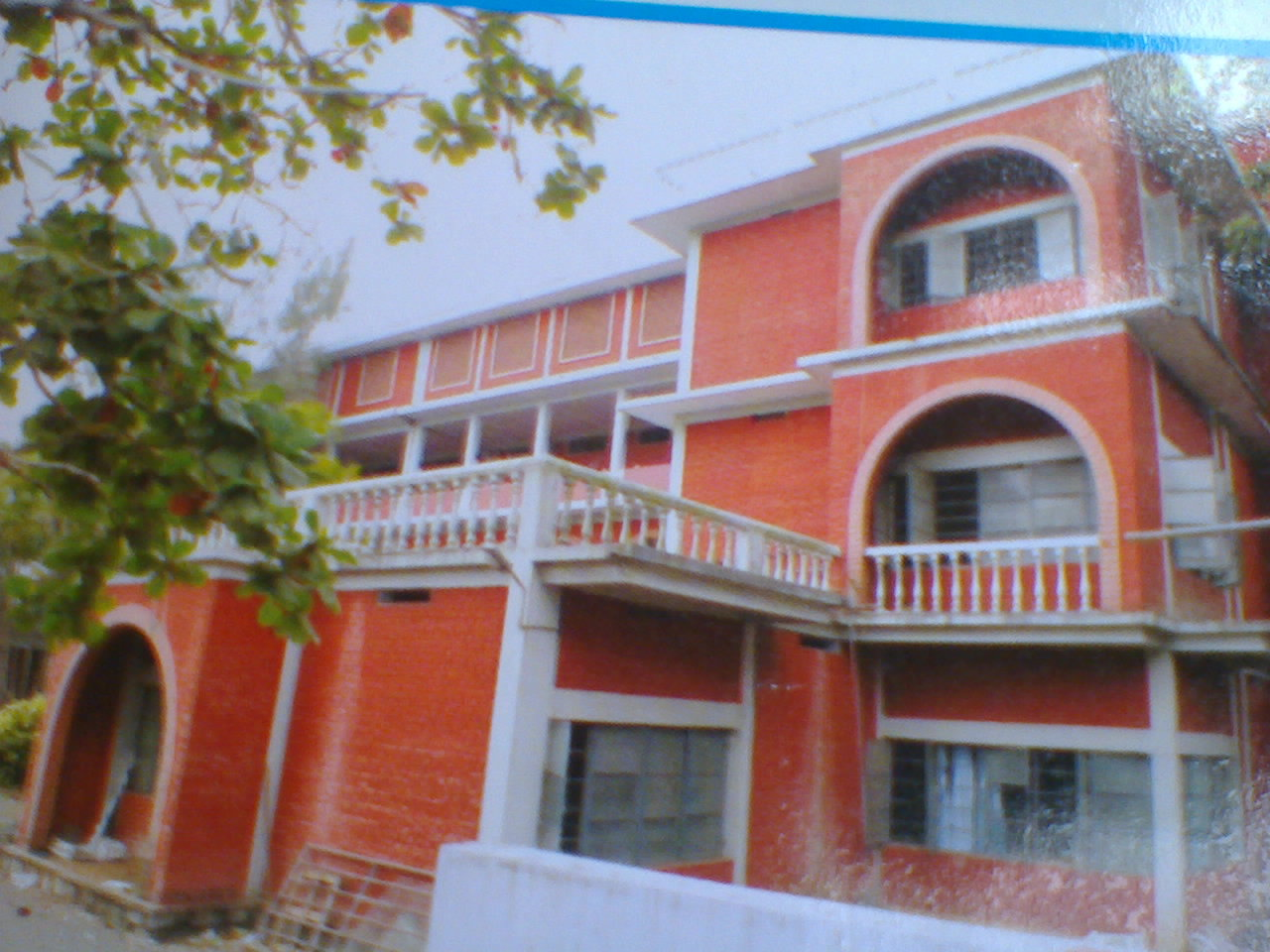
مركز الفاروق التعليمي

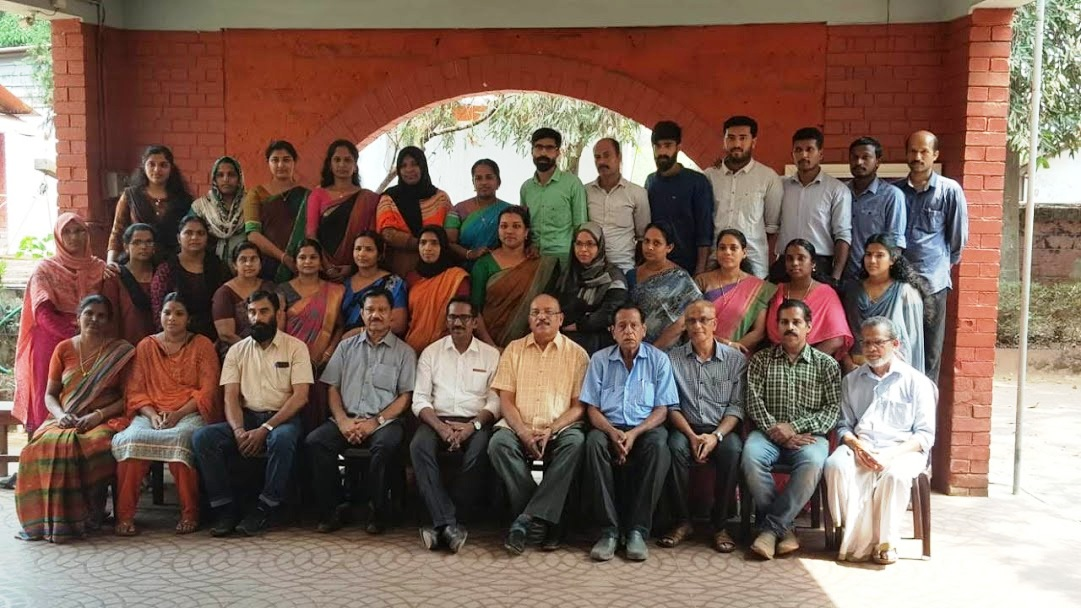
أعضاء هيئة التدريس في كلية الفاروق 2019 يناير

مركز الفاروق التعليمي هو حرم متعدد التخصصات، يقع في منطقة كاليكوت، الهند.

## التاريخ
يعد المركز أحد مشاريع جمعية روضة العلوم. بدأ في عام 1990 على طريق كاراد. وهو مسجل بموجب قانون تسجيل الجمعيات الحادي عشر لعام 1860 الذي وافقت عليه حكومة ولاية كيرالا في الهند.
في عام 1992 أطلق المركز برامج IGNOU هو أحد برامج جامعة أنديرا غاندي الوطنية المفتوحة، كما بدأ بإعداد دورات اللغة الإنجليزية في عام 2003. في عام 1999 بدأ بإعطاء الفصول الدراسية. كما بدأ بتدريب JRF و NET في الفيزياء في عام 2010.

## أكاديمية

### برنامج للدراسات العليا
- MCA ستة فصول دراسية. من جامعة إنديرا غاندي الوطنية المفتوحة.

#### دورات أخرى
- BCA ستة فصول دراسية. من جامعة إنديرا غاندي الوطنية المفتوحة.
- ستة فصول CIT. من جامعة إنديرا غاندي الوطنية المفتوحة.
- O المستوى سنة واحدة. DOEACC
- تالي ستة أشهر.
- PGDCA 16 شهرًا.
- CPP تسعة أشهر.

### دورات الشهادة
- BBA ستة فصول دراسية. من جامعة كاليكوت.
- B.Com. ستة فصول دراسية. من جامعة كاليكوت.
- BAEnglish ستة فصول دراسية. من جامعة كاليكوت.

## المنظمات الملحقة
- IGNOU، مركز الدراسة [1]
- مركز الفاروق للكمبيوتر
- تدريب محاضر للفيزياء